# Xavi Rabaseda
Xavier Rabaseda Bertran, (Ripoll, Gerona, 24 de febrero de 1989) es un jugador de baloncesto español que juega en el Surne Bilbao Basket de la Liga ACB. Con 1,98 metros de altura, ocupa la posición de alero.

## Biografía
Tras dar sus primeros pasos como baloncestista en la Unió Esportiva Ripoll, en el 2002 ficha por el F. C. Barcelona donde continúa su formación en las categorías inferiores del club. En 2007 el conjunto azulgrana lo cede a su equipo vinculado, el WTC Cornellà de la LEB Plata donde permanece hasta 2009.
En la temporada 2008-09, se proclamó campeón de la Liga Endesa con el F. C. Barcelona, aunque con una presencia casi testimonial.
El 11 de agosto de 2010, fue cedido al Baloncesto Fuenlabrada donde debía jugar durante dos temporadas, aunque los números que consigue firmar durante su primera temporada en el equipo madrileño 22 minutos, 9 puntos, 3 rebotes y una asistencia por partido, aceleraron su vuelta al FC Barcelona que lo recuperó para la temporada 2011-12. En su vuelta al conjunto blaugrana disputó las temporadas 2011-12 y 2012-13, en los que consiguió la Copa del Rey y la Supercopa. 
En agosto de 2013, firmó por el Club Baloncesto Estudiantes de la Liga ACB para formar parte de su plantilla, en donde permaneció hasta julio de 2015. 
El 22 de julio de 2015 firmó un contrato con el Herbalife Gran Canaria, donde permanecería durante cinco temporadas y conquistó el título de la Supercopa en la temporada 2016-17.
En la temporada 2020-21, firma por San Pablo Burgos de la Liga ACB, con el que disputa dos temporadas.
El 15 de julio de 2022, firma por Surne Bilbao Basket de la Liga ACB.

## Selección nacional
Disputó, con la selección española júnior, los EuroBasket Sub-16 y Sub-18 de 2005 y 2006, consiguiendo dos bronces.
En 2008, fue llamado por Gustavo Aranzana, seleccionador Sub-20, para completar la lista de catorce jugadores que iniciarán la preparación del Europeo de Letonia que se disputó del 1 al 10 de agosto del mismo año, donde consiguieron también el bronce. 
Estrenó internacionalidad absoluta en partido oficial ante contra Montenegro (con victoria española 79-67), en Zaragoza, anotando 7 puntos con un 7 de valoración. 
En 2019, el alero consiguió un hito histórico proclamándose campeón del mundo con la selección a las órdenes de Sergio Scariolo.